# Santo Domingo (Albay)
Santo Domingo (Libog) (ursprünglicher Name Lib-og) ist eine philippinische Stadtgemeinde in der Provinz Albay. Sie hat 34.967 Einwohner (Zensus 1. August 2015).
Die Stadtgemeinde ist der Geburtsort von Potenciano Gregorio. Potenciano Gregorio war Musiker, der das bekannteste Lied in Bikolano Sarung Banggi komponierte.

## Baranggays
Santo Domingo ist administrativ in 23 Baranggays unterteilt.
| - Alimsog - Buhatan - Calayucay - Fidel Surtida - Lidong - Bagong San Roque - San Juan Pob. (Bgy. 2) - Santo Domingo Pob. (Bgy. 4) - San Pedro Pob. (Bgy. 5) - San Vicente Pob. (Bgy. 6) - San Rafael Pob. (Bgy. 7) - Del Rosario Pob. (Bgy. 3) | - San Francisco Pob. (Bgy 1) - Nagsiya Pob. (Bgy. 8) - Salvacion - San Andres - San Fernando - San Isidro - San Roque - Santa Misericordia - Santo Niño - Market Site Pob. (Bgy. 9) - Pandayan Pob. (Bgy. 10) |